# Ouled Addi Guebala
Ouled Addi Guebala (în arabă أولاد عدى القبالة) este o comună din provincia M'Sila, Algeria.
Populația comunei este de 25.456 de locuitori (2008).